# Messier 103
Messier 103 (M103) även känd som NGC 581, är en öppen stjärnhop i stjärnbilden Cassiopeia och ligger ungefär 1 grad nordost från Ruchbah. Stjärnhopen upptäcktes 1781 av Pierre Méchain och Charles Messier lade till den i sin katalog över kometliknande objekt 1783. År 1783 observerade William Herschel M103 och beskrev regionen som 14 till 16 ganska stora stjärnor och med många svaga eller extremt svaga. Åke Wallenquist identifierade 40 stjärnor i M103 medan Antonín Bečvář höjde antalet till 60. Archinal och Hynes bestämde sig sedan för att stjärnhopen hade 172 stjärnor. Amiral William Henry Smyth var den förste som såg den röda jätten med magnitud 10,8.
Hopens klaraste stjärnor verkar bilda formen av en pilspets. Ett 4-tums teleskop kan upplösa många av de svaga stjärnorna, varav vissa är färgade. Eventuellt är Messier 103 inte en grupp stjärnor som hålls samman av gravitation, utan bara en gruppering av stjärnor som ur vår synvinkel ser ut som en öppen stjärnhop. 

## Egenskaper
Messier 103 är en av de mer avlägsna öppna stjärnhoparna 8 000 till 9 500 ljusår från solsystemet. och har en synlig vidd av omkring 15 ljusår. Den rymmer omkring 40 stjärnor som säkert ingår, två har magnitud 10,5 och en röd jätte 10,8, som är den ljusaste inom hopen. Ett ljust känt förgrundsobjekt är stjärnan Struve 131 ingår inte i hopen. Messier 103 kan ha 172 stjärnor om man inkluderar alla ner till de med minst 50 procent sannolikhet för gravitationsbindning. M103 är omkring 25 miljoner år gammal.